# Фазли (Кашкадарьинская область)
Фазли (узб. Fazli/ Фазли) — посёлок городского типа, расположенный на территории Касбийского района Кашкадарьинской области Республики Узбекистан.

Статус посёлка городского типа с 2009 года.